# Jacob Schultz
Jacob Schultz (Schoultz, Schultze), född 1644 i Kalmar, död 1722 i Stockholm, var en svensk stenbildhuggare.
Han var från 1676 gift med Catharina Persdotter. Schultz erhöll burskap i Stockholms stenhuggarämbete 1676 och blev ålderman vid ämbetet 1704. Schultz var verksam i ett flertal Stockholmskyrkor och har blivit känd för den portal han högg till kyrkoherdebostaden i Jakobs församling. Han medverkade 1676 vid ombyggnaden av Storkyrkans Vårfrukapell och renoverade västportalen på Jakobs kyrka 1705. Hans största kända arbete är de båda kyrkogårdsportarna till Katarina kyrka som han utförde 1693–1694. Han var under sin levnad en aktad man och beklädde kyrkvärdsposterna i såväl Johannes kyrka och Jakobs kyrka 1680–1715 trots att reglerna föreskrev om ett byte vart tredje år. 